# Mjölkkruka

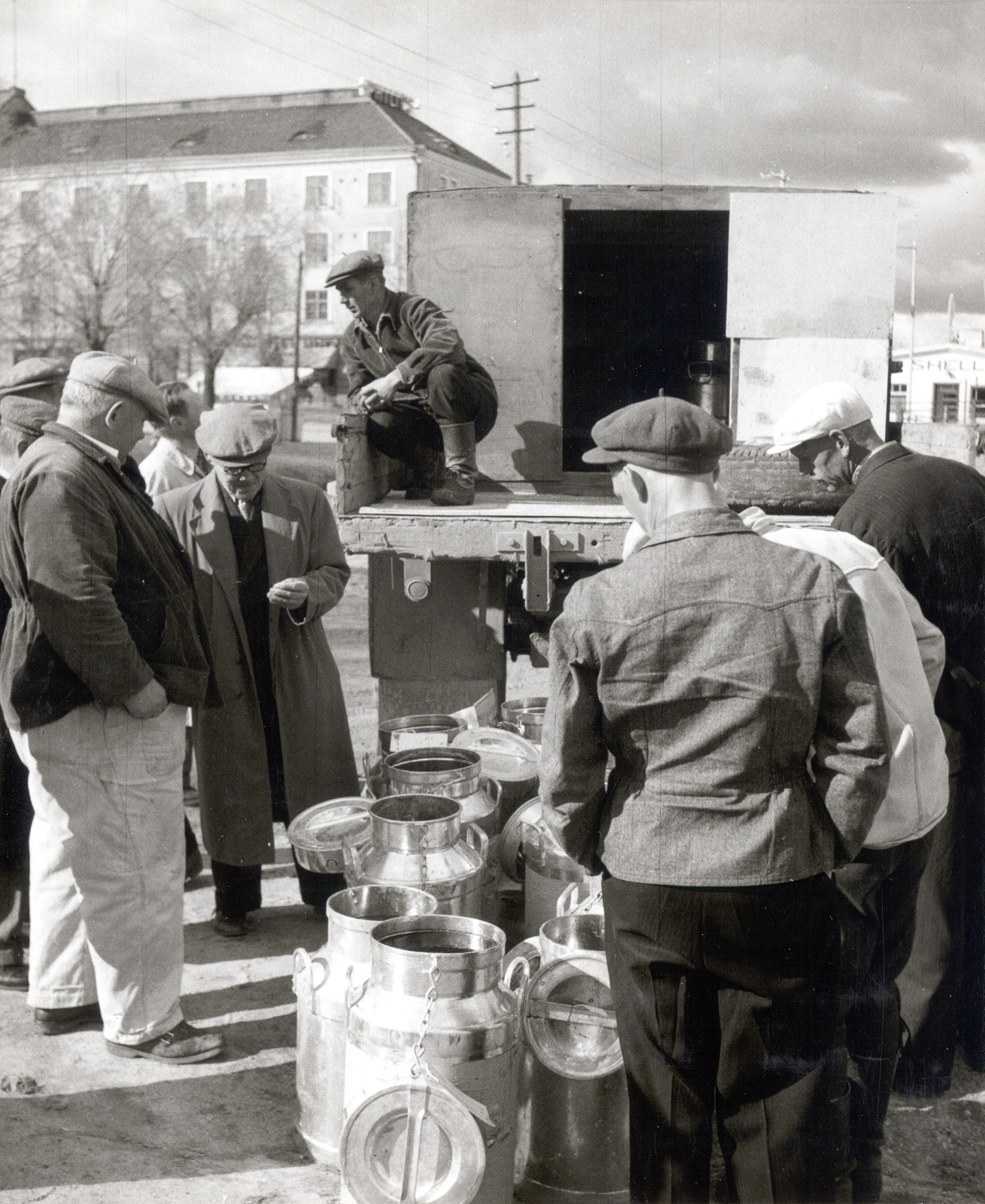
Mjölkkrukor i Nyslott i Finland, 1950-tal. Foto: Paavo Sihonen

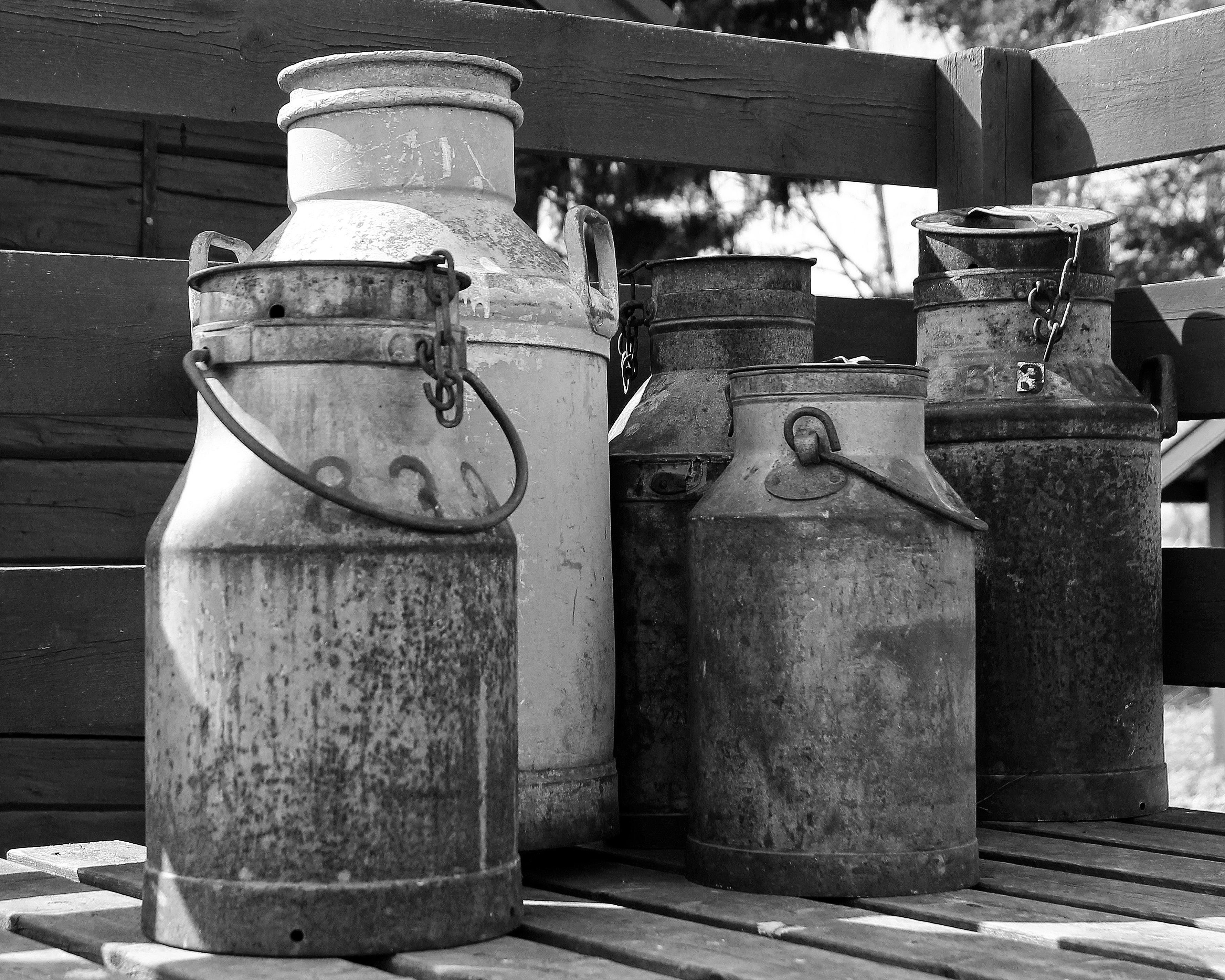
Mjölkkrukor på Hägnan. Friluftsmuseet i Gammelstad Luleå.

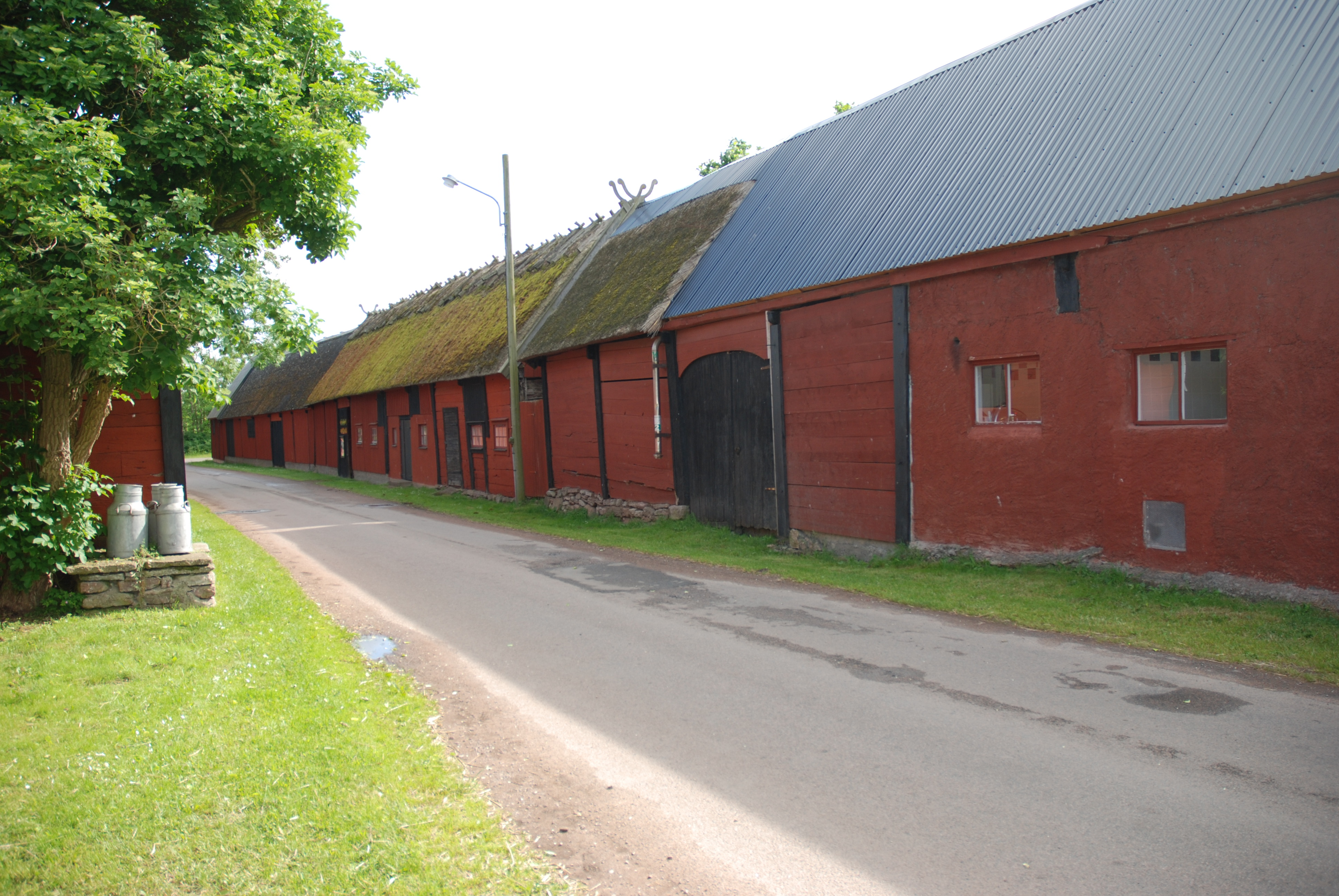
Mjölkkrukor på mjölkpall av kalksten, utanför Ölands museum i Himmelsberga.

Mjölkkruka, också mjölkflaska, mjölkkanna och mjölkspann, är en vätskebehållare i plåt för förvaring och distribution av främst mjölk. 
Mjölkkrukor har gjorts av olika metaller. Under 1700- och 1800-tal användes mässing och koppar. För mejeriindustrins behov från slutet av 1800-talet användes galvaniserat stål, och senare rostfritt stål och aluminium.
Stora mjölkkrukor användes från 1920-talet för att frakta mjölk mellan lantgård, mejeri och mjölkbutik. De var behållare med lock och två handtag, som användes för frakta oskummad mjölk från en mjölkleverantör till ett uppköps- eller andelsmejeri, för returfrakt av skummjölk (blåmjölk) eller vassle och för distribution av mjölk från mejeri till mjölkbutiker. För frakt av färskmjölk ersattes mjölkkruksfrakt från omkring 1970 efter hand av tankbilar. För distribution av konsumentmjölk ersattes mjölkkrukor av konsumentförpackad mjölk först i glas, och senare i papper eller plast, från omkring 1950.
Mjölkkrukor hämtades upp av en hästtransport eller en lastbil från närmaste landsväg. För att underlätta pålastning på lastbilen, ställdes mjölkkrukorna upp på ett mjölkbord (eller mjölkpall eller mjölkbrygga), på någon meters höjd och placerat omedelbart vid vägbanans kant. Mjölkborden var oftast av trä, men kunde också vara av sten eller betong. Mjölkkrukor av detta slag hade vanligen en volym på 50, 40 eller 25 liter.